# Plac bp. Jana Chrapka w Toruniu
Plac bp. Jana Chrapka w Toruniu – plac znajdujący się w Toruniu przez który przebiega ul. Przy Kaszowniku (drogi krajowe nr 15 i 80) i do którego dochodzi ulica Warneńczyka.
Krótko po śmierci bp. Jana Chrapka (w 2001 roku) nadano placowi jego imię.
W lutym 2018 roku rozpoczęła się przebudowa placu Chrapka. Oprócz ronda turbinowego w jego centralnym miejscu przebudowane zostały także ulice Przy Kaszowniku i Warneńczyka oraz pozostała infrastruktura, czyli chodniki, ścieżki rowerowe, oświetlenie i zatoki autobusowe. Ponadto w ramach tych prac zmodernizowane zostało także istniejące torowisko tramwajowe. 28 maja 2019 roku plac został oficjalnie otwarty.